# شهرستان نووششمینسکی
شهرستان نووششمینسکی (به لاتین: Novosheshminsky District) یک شهرستان در روسیه است که در تاتارستان واقع شده‌است.